# Sphaerofijia evazaeformis
Sphaerofijia evazaeformis är en tvåvingeart som beskrevs av Mario Bezzi 1928. Sphaerofijia evazaeformis ingår i släktet Sphaerofijia och familjen vapenflugor.
Artens utbredningsområde är Fiji. Inga underarter finns listade i Catalogue of Life.